# Jedward
Jedward és un duo irlandès format per John i Edward Grimes. Són dos bessons nascuts el 16 d'octubre de 1991. També són coneguts pels seus peculiars pentinats. El seu mànager és Louis Walsh, que va ser anteriorment el seu mentor a "The X Factor". Tenen 3 àlbums, Planet Jedward, Victory i Young Love. Han representat Irlanda a Eurovisió 2011 amb la cançó "Lipstick" ("Pintallavis") i a Eurovisió 2012 amb la cançó "Waterline" ("Línia de l'aigua"). També són coneguts pel seu treball a la televisió a les sèries, "Jedward's Big Adventure", "OMG! Jedward's Dream Factory" i per la participació a "Celebrity Big Brother".

## Biografia
Van néixer el 16 d'octubre de 1991 a Dublín, Irlanda. La seva primera escola va ser Scoil Bhride National School i més tard van anar a King's Hospital School durant quatre anys. Després van anar a la Dublin Institute of Education. Van competir a concursos de talents de l'escola i van ser inspirats per Justin Timberlake, Britney Spears i Backstreet Boys. També han competit a molts tornejos esportius irlandesos i a més van treballar durant un temps com a provadors de jocs de la Xbox360 en format de Microsoft.

### Debut
El 2009, van participar a "The X Factor" com a John & Edward. La inclusió dels bessons a la final va ser una decisió polèmica, a causa de la seva falta d'experiència, però Louis Walsh es va posar de part seva dient: "No sé com a la gent no els poden agradar dos joves irlandesos tan simpàtics. Han editat malament però tenen potencial per a ser realment bons". Van acabar en 6è lloc. Va ser mentre estaven a "The X Factor" que els van començar a anomenar "Jedward".

### Carrera
Després de sortir de "The X Factor", en Louis Walsh va convertir-se en el mànager de Jedward, ara oficialment sota aquest nom. Des del febrer fins a l'abril de 2010 van participar en el "The X Factor Live Tour" on es van vendre moltes entrades i va ser un gran començament per a la seva carrera. Jedward va guanyar 90.000 lliures d'un únic contracte amb Sony Music el gener de 2010.
Poc després va sortir el seu primer single anomenat "Under Pressure" ("Sota pressió") i va arribar a ser el núm. 1 a la llista de senzills d'Irlanda i el núm. 2 a l'UK Singles Chart. El segon single de Jedward, anomenat "All the small things" ("Totes les petites coses"), va aconseguir el lloc núm. 21 en les llistes Irlandeses i el núm. 6 a la llista independent del Regne Unit. El 12 de febrer de 2011, Jedward va treure el seu tercer single anomenat “Lipstick” amb el qual van participar a Eurovisió 2011. Després d'Eurovisió, “Lipstick” va ser llançat per Europa on va ser conegut a molts països com Bèlgica, Suècia, Alemanya i sobretot Àustria, on va arribar a ser el núm. 3. El seu següent single va ser “Bad Behaviour” ("Mal comportament") que també va arribar a ser el núm. 1 d'Irlanda. El seu cinquè single va ser “Wow oh Wow”, amb Tara Reid.

### Discs
El 16 de juliol de 2010, Jedward va treure el seu primer disc anomenat “Planet Jedward”, que va ser el número 1 a la llista d'àlbums irlandesa i el número 17 a l'UK Albums Chart.
El 2011 van treure el seu segon disc anomenat “Victory”, que va arribar a ser el número 1 a la llista d'àlbums irlandesa.
El 22 de juny de 2012 van treure el seu tercer disc anomenat “Young Love” que també va arribar a ser el número 1 a la llista d'àlbums irlandesa.

### Gires
L'abril de 2012, Jedward va començar la seva primera gira en solitari anomenada “Planet Jedward Tour”. Els “Irish Independent” van qualificar la gira de manera positiva dient que la Jedwardmania estava a l'altura de la Beatlemania. Al juliol de 2010 van fer una actuació de Ghostbusters i l'Edward va caure i es va trencar els lligaments del genoll esquerre. L'abril de 2011, Jedward va fer la seva segona gira anomenada “Bad Behaviour Tour”. El 31 de juliol de 2011 van començar la seva tercera gira anomenada “The Carnival Tour”. El gener de 2012 van començar una altra gira anomenada “Victory Tour” i al juny de 2012, el John i l'Edward van córrer amb la torxa de les Olimpíades a Irlanda.
Jedward va representar Irlanda a Eurovisió dos anys seguits, 2011 i 2012. El 2011 van actuar amb la cançó “Lipstick” i van quedar en la posició núm. 6 i el 2012 van actuar amb la cançó “Waterline” i van ser el núm.19.